# Superbet
Superbet Group este o companie multinațională de pariuri și iGaming cu sediul central în București, România, operând în 12 țări europene. 
Compania este unul din jucătorii importanți în industria pariurilor, fiind recunoscută ca cel mai mare operator de pariuri din România și printre primele 20 la nivel global. 
Piețele comerciale principale ale grupului sunt Brazilia, România, Polonia, Belgia și Serbia.

## Istoric
Superbet Group a fost cofondat în 2008  de antreprenorul sârb Sacha Dragic, iar primul punct de pariuri a fost deschis în Oradea, un oraș din vestul României. Inițial, Superbet opera patru branduri de retail exclusiv pe piața românească: Superbet, Go! Bet, BetArena și Magic Jackpot.  Ulterior, compania s-a consolidat la două branduri de retail: Superbet și Magic Jackpot, Superbet devenind brandul principal.
În 2016, Superbet și-a lansat platforma online în România sub denumirea Superbet.ro, iar în a doua parte a anului 2017, și-a lansat operațiunile în Polonia, parte dintr-o strategie de extindere în afara României și de creștere pe termen lung a afacerii .
Pe 20 septembrie 2017, compania listează pe sistemul alternativ de tranzacționare administrat de Bursa de Valori București o emisiune de obligațiuni  în valoare de 9,7 milioane lei. În 2017, în acționariatul grupului Superbet se regăseau Sacha Dragic, Augusta Dragic, Roland Haas, Juraj Koman și alți acționari cu participații mai mici.
În 2018, compania a lansat prima sa aplicație mobilă nativă. În această perioadă, Superbet a achiziționat o serie de companii de tehnologie (tehnologie back-end, dezvoltatori de aplicații native, Trading și AI) din Regatul Unit (Betler) și Croația (Superology și Axilis), având o strategie pe termen lung de dezvoltare a tehnologiilor proprii în domeniul pariurilor și jocurilor.
În 2019, Superbet Group a obținut o investiție de 175 de milioane de euro din partea Blackstone Tactical Opportunities (BTO), parte a Blackstone Group.  După această investiție, cofondatorul Sacha Dragic a devenit Președinte Executiv , iar Johnny Hartnett (fost Chief Development Officer la Flutter) s-a alăturat companiei în funcția de CEO.
În 2020, Superbet a achiziționat 60% din compania Lucky 7. Lucky 7 operează mai multe branduri de cazinouri și sloturi online în Europa și nu numai. În 2021, compania a achiziționat operatorul belgian Napoleon Sports & Casino. 
Începând cu 2022, Superbet Group a unificat toate echipele sale tehnologice sub o singură entitate numită Happening, operând hub-uri tehnologice în Zagreb (Croația), București (România) și Londra (Regatul Unit).
În 2023, Superbet Group l-a numit pe Hans-Holger Albrecht (fost CEO Deezer) în funcția de Președinte al Consiliului de Administrație. 
În 2024, Superbet Group a anunțat că Sacha Dragic (fondatorul Superbet) și Jimmy Maymann (investitor în tehnologie și fost CEO Huffington Post) vor ocupa împreună funcția de Co-CEO ai companiei. 
În Februarie 2025  Superbet a anunțat că a  încheiat un acord de refinanțare cu Blackstone în valoare de 1,3 miliarde EUR (1,34 miliarde USD), cu sprijinul HPS Investment Partners, îmbunătățindu-și poziția financiară pentru dezvoltarea la nivel mondial.

## Branduri
Grupul Superbet operează trei branduri principale:

•	Superbet – un operator multicanal activ în România, Polonia, Serbia și Brazilia. 

•	Napoleon Sports & Casino – un operator de pe piața belgiană achiziționat în 2021. 

•	Lucky7 – o companie de cazinouri online achiziționată în 2020. 

## Sponsorizări și Ambasadori
Superbet are mai multe personalități sportive ca ambasadori, inclusiv Jerzy Dudek , Ilie Dumitrescu, Bogdan Stelea, Ana-Maria Brânză, Mihai Leu, Cătălin Moroșanu, Florin Răducioiu și Gică Craioveanu. 
Compania este unul din sponsorii principali al primei ligi de fotbal din România, SuperLiga, dar susține și cluburi din Belgia, Polonia și Brazilia. 
Superbet susține patru cluburi din SuperLiga României: FC Dinamo 1948 București, FC Rapid București, Universitatea Cluj și FC Farul Constanța ; două cluburi de fotbal din Pro League Belgia, RSC Anderlecht ; trei echipe din liga Ekstraklasa a Poloniei, Lech Poznań, Górnik Zabrze , GKS Katowice; și Campionatul Național de Super Rally din România . 
Începând cu 2024, Superbet a început să susțină două cluburi importante din Serie A Brazilia, Fluminense FC și São Paulo FC.

## Fundația Superbet
Înființată în 2019, Fundația Superbet sprijină inițiative din domeniile educației, sportului și sănătății.
Grand Chess Tour 2019–2024

În 2019, Fundația Superbet a organizat, pentru prima dată la București, turneul internațional Grand Chess Tour , co-fondat de Garry Kasparov. 
În 2022, Fundația Superbet a organizat a treia ediție a turneului Grand Chess Tour la București . În același an, Fundația a devenit partener strategic global al turneului, extinzând sprijinul său la trei locații: București (România), Varșovia (Polonia) și Zagreb (Croația).
Din 2021, Fundația este sponsorul principal al Federației Române de Șah. A acordat burse celor mai buni doi jucători de șah din România: Bogdan Deac și Constantin Lupulescu.
Fundația Superbet a finanțat un proiect pilot împreună cu Asociația Step by Step , care a introdus șahul în grădinițele și școlile din România, folosind metodologia brevetată de Fundația Kasparov, aplicată cu succes în peste 3.500 de școli din SUA.
GoScholarship

Fundația Superbet a lansat programul GoScholarship, menit să sprijine tinerii sportivi prin antrenamente specializate și mentorat.

## Recunoaștere în industrie
Grupul Superbet este membru al European Betting & Gaming Association (EGBA) și International Betting Integrity Association (IBIA). Compania a câștigat multiple premii, inclusiv titlul de Cel mai bun operator de pariuri sportive din Europa Centrală și de Est (CEE) la CEEGC Awards.   